# Ново село (община Зелениково)
Вижте пояснителната страница за други значения на Ново село.
Ново село (на македонска литературна норма: Ново Село) е село в община Зелениково на Северна Македония.

## География
Селото е разположено в областта Блатия на левия бряг на река Вардар срещу село Страхоядица в Таорската клисура.

## История
Църквата „Свети Никола“ е от края на XVIII - началото на XIX век. В ΧΙΧ век Ново село е село в Скопска каза на Османската империя. Според статистиката на Васил Кънчов („Македония. Етнография и статистика“) от 1900 година Ново село е населявано от 135 жители българи християни.
Според патриаршеския митрополит Фирмилиан в 1902 година в Ново село има 12 сръбски патриаршистки къщи. По данни на секретаря на Българската екзархия Димитър Мишев („La Macédoine et sa Population Chrétienne“) в 1905 година в Ново село има 320 българи екзархисти и функционира българско училище.
В 1911 година селото пострадва при обезоръжителната акция.
След Междусъюзническата война в 1913 година селото попада в Сърбия.
На етническата си карта от 1927 година Леонард Шулце Йена показва Ново село (Novoselo) като сръбско село.
Според преброяването от 2002 година селото има 149 жители – 144 македонци и 5 сърби.